# Sais huebneri
Sais huebneri är en fjärilsart som beskrevs av Jose Francisco Zikán 1941. Sais huebneri ingår i släktet Sais och familjen praktfjärilar. Inga underarter finns listade.